# Nora Sveaass

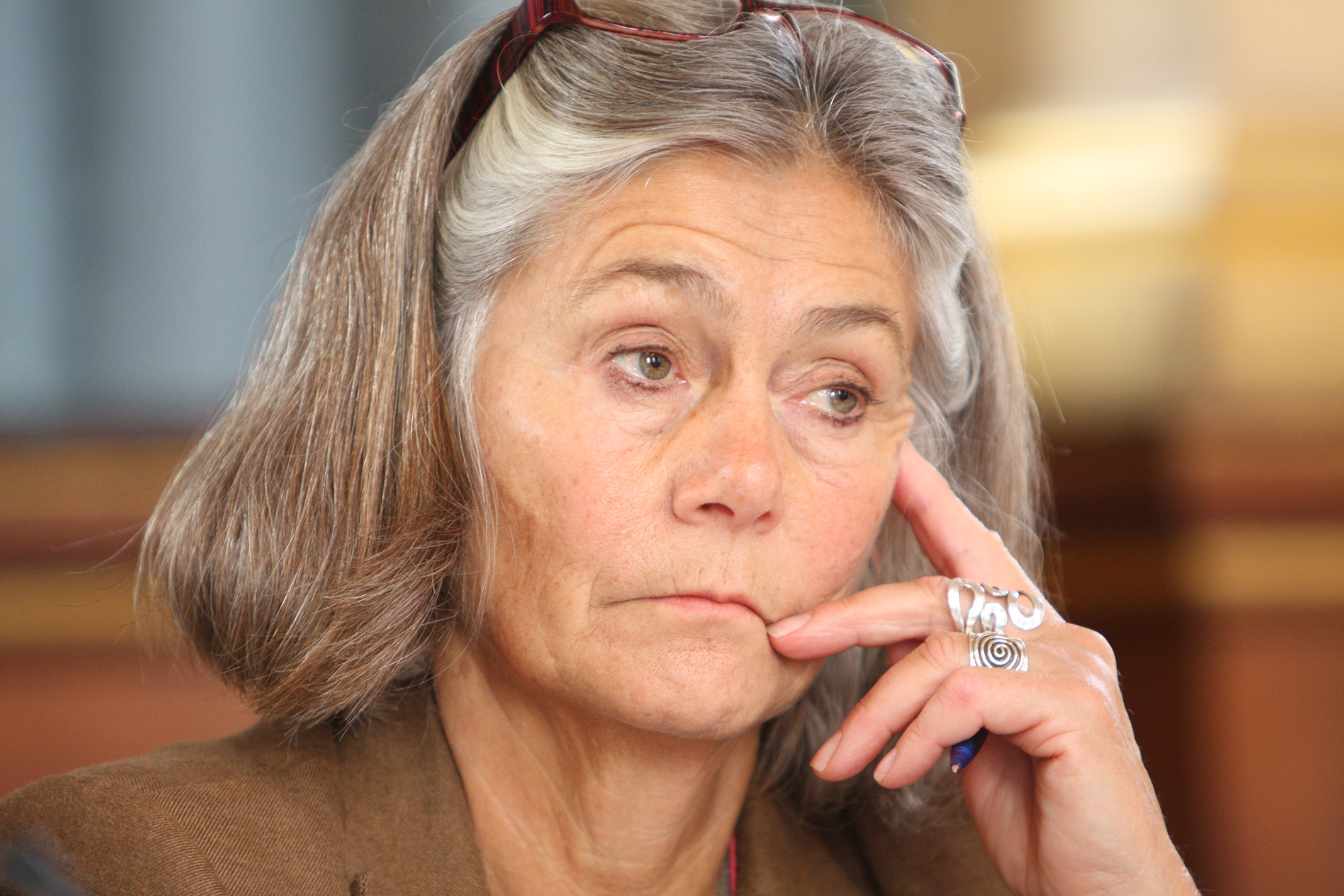
Nora Sveaass, september 2015

Nora Sveaass (född 11 december 1949) är en norsk psykolog och universitetslektor/docent (førsteamanuensis) vid Institutionen för psykologi vid Universitetet i Oslo. Hennes forskning handlar om flyktingar, kränkningar av de mänskliga rättigheterna och psykologiska konsekvenser av tortyr och våld samt behandling och rehabilitering av offer för tortyr och våld. Hon var ledamot i FN:s tortyrkommitté 2005–2013, efter att ha blivit vald som kandidat för regeringarna i de nordiska länderna.
Hon är utbildad psykolog vid Universitetet i Oslo 1975 och dr.psychol. 2001, och är specialist i klinisk psykologi. Hon arbetade som chefspsykolog vid Psykosocialt centrum för flyktingar vid Universitetet i Oslo 1986–2004 och som seniorforskare och sektionschef för flyktinghälsa och påtvingad migration vid NKVTS 2004–2008.

## Utmärkelser
- Bjørn Kristiansens minnepris, 1996
- Norsk Amnesty Internationals menneskerettighetspris, 2009